# Symphysodontella cylindracea
Symphysodontella cylindracea är en bladmossart som beskrevs av Fleischer 1908. Symphysodontella cylindracea ingår i släktet Symphysodontella och familjen Pterobryaceae. Inga underarter finns listade i Catalogue of Life.